# 刘玉珠
刘玉珠（1957年12月—），男，汉族，安徽怀远人，中华人民共和国政治人物。毕业于华东政法学院法律专业。曾任文化部党组成员，国家文物局党组书记、局长。

## 生平
1974年11月参加工作。1976年11月加入中国共产党。1983年7月，中纪委驻文化部纪检组干部、副处级纪检员，文化部企业改革领导小组副组长（主持工作），文化部计划财务司正处级干部。1993年1月，文化部文化市场管理局办公室主任（其间：1993年至1995年，中国政府代表团成员参加中美知识产权谈判）。1996年10月，文化部文化市场管理局副局长（主持工作，其间，1997年至2000年，中国政府代表团成员参加WTO谈判）。1998年7月，文化部文化市场司副司长（主持工作）。2001年11月，文化部文化市场司司长（其间，2002年5月至2002年9月，在哈佛大学肯尼迪政府学院第一期公共管理高级培训班学习；2004年3月至2005年1月，在中央党校第20期中青年干部培训班学习；2006年5月至2007年5月，挂职担任北京奥组委文化活动部副部长）。2009年2月，文化部文化产业司司长。2014年4月，文化部党组成员，部长助理兼文化产业司司长。2014年9月，文化部党组成员、部长助理。2015年10月，文化部党组成员，国家文物局党组书记、局长。2017年当选中共十九大代表。

## 著作
著有《文化市场管理指南》、《文化市场实务全书》、《中国市场经济监督全书·文化市场卷》、《文化市场学——中国当代文化市场的理论与实践》、《WTO与中国文化产业》等。